# Vernell Coles
Vernell Eufaye „Bimbo” Coles (ur. 22 kwietnia 1968 w Covington) – amerykański koszykarz, występujący na pozycji rozgrywającego, brązowy medalista olimpijski (1988), po zakończeniu kariery zawodniczej - trener koszykarski.

## Osiągnięcia
Na podstawie, o ile nie zaznaczono inaczej.
NCAA
- Zawodnik roku konferencji Metro (1988 wspólnie z Pervisem Ellisonem)
- Zaliczony do I składu All-Metro (1988–1990)
- Drużyna Virginia Tech Hokies zastrzegła należący do niego numer 12
- Lider konferencji Metro w:
  - średniej:
    - punktów (1988–1990)
    - asyst (1988)

  - liczbie:
    - punktów (1988–1990)
    - asyst (1988)
    - oddanych:
      - (218) rzutów za 3 punkty (1990)
      - rzutów z gry (1989–1990)

    - celnych:
      - (200) i oddanych (270) rzutów wolnych (1988)
      - rzutów z gry (1988–1990)

Reprezentacja
- Brązowy medalista olimpijski (1988)[3]

Trenerskie
- Mistrz NBA (2006 jako asystent trenera)[4]